# スプリンググリーン
スプリンググリーン（Spring green）とは、グッピーグリーンやターコイズブルーに近い色で純色の一種。ほぼ緑とシアンの中間に位置する。

## 近似色
- グッピーグリーン
- ターコイズブルー